# Evryteri Periochi Galaxeidiou
Evryteri Periochi Galaxeidiou este o arie protejată (arie de protecție specială avifaunistică — SPA) din Grecia întinsă pe o suprafață de 12.207,42 ha, integral pe uscat.

## Localizare
Centrul sitului Evryteri Periochi Galaxeidiou este situat la coordonatele 38°24′54″N 22°21′40″E / 38.414962°N 22.361113°E.

## Înființare
Situl Evryteri Periochi Galaxeidiou a fost declarat arie de protecție specială avifaunistică în martie 2010 pentru a proteja 38 de specii de animale.

## Biodiversitate
Situată în ecoregiunea mediteraneană, aria protejată nu include niciun habitat protejat.
La baza desemnării sitului se află mai multe specii protejate de  păsări (38): fluierar de munte (Actitis hypoleucos), ciocârlie-de-câmp (Alauda arvensis), pescăruș albastru (Alcedo atthis), fâsă-de-câmp (Anthus campestris), lăstunul mare (Apus apus), stârc cenușiu (Ardea cinerea), pietruș (Arenaria interpres), buha (Bubo bubo), șorecarul comun (Buteo buteo), ciocârlie-cu-degete-scurte (Calandrella brachydactyla), fugaci de țărm (Calidris alpina), fugaci mic (Calidris minuta), caprimulg (Caprimulgus europaeus), prundăraș de sărătură (Charadrius alexandrinus), chirighiță-cu-aripi-albe (Chlidonias leucopterus), șerpar (Circaetus gallicus), erete vânăt (Circus cyaneus), erete alb (Circus macrourus), prepeliță (Coturnix coturnix), lăstun de casă (Delichon urbicum), egretă mică (Egretta garzetta), Emberiza caesia, șoim călător (Falco peregrinus), Hippolais olivetorum, rândunică (Hirundo rustica), pescăruș râzător (Larus ridibundus), ciocârlie de pădure (Lullula arborea), prigoare (Merops apiaster), codobatura galbenă (Motacilla flava), grangur (Oriolus oriolus), vrabie negricioasă (Passer hispaniolensis), viespar (Pernis apivorus), Phalacrocorax carbo sinensis, corcodel mare (Podiceps cristatus), turturică (Streptopelia turtur), Sylvia ruppeli, Tachymarptis melba, fluierar cu picioare verzi (Tringa nebularia)
Pe lângă speciile protejate, pe teritoriul sitului au mai fost identificate 1 specie de plante, 1 specie de păsări.